# 罗镛
罗镛（?—?），是一名清朝政治人物。

## 生平
罗镛曾于接替吉惠任龙岩州知州一职，道光二十三年由张颉云接任。